# Arrest Spaanse aardbeien
Het arrest Spaanse aardbeien is een uitspraak van het Hof van Justitie van de Europese Gemeenschap van 9 december 1997 (zaak 265/95)
in een geding dat in 1995 door de Europese Commissie tegen Frankrijk was aangespannen, omdat het vrije verkeer van landbouwproducten (tussen de lidstaten) ernstig werd verstoord door het optreden van particuliere actiegroepen van Franse landbouwers, waartegen de Franse overheid onvoldoende heeft opgetreden.

## Casus
In verband met het toetreden in 1986 van Spanje tot het Verdrag van Rome waren in kringen van Franse landbouwers particuliere actiegroepen ontstaan die op grote schaal actie ondernamen tegen invoer (en doorvoer) van groenten en fruit uit andere lidstaten.
Deze acties waren aanvankelijk gericht tegen het transport (chauffeur en lading van vrachtauto's), en vanaf 1993 ook tegen groothandel en detailhandel. De Franse politie is nauwelijks opgetreden. Deze kwestie was al meer dan tien jaar aan de gang.

2 De Commissie verklaart, dat al meer dan tien jaar klachten bij haar binnenkomen over de passieve houding van de Franse autoriteiten tegenover gewelddaden van particulieren en protestbewegingen van Franse landbouwers tegen landbouwproducten uit andere lidstaten. Met name worden vrachtauto's die dergelijke producten in Frankrijk vervoeren, onderschept en wordt hun lading vernietigd, worden de chauffeurs met geweld bedreigd, worden Franse supermarkten die landbouwproducten uit andere lidstaten verkopen, bedreigd en worden die producten in Franse winkels vernield.

3 De Commissie heeft geconstateerd, dat vanaf 1993 sommige groeperingen van Franse landbouwers, waaronder een groepering genaamd "Coordination rurale", het aanbod van landbouwproducten uit andere lidstaten systematisch gingen controleren, hetgeen in het bijzonder gepaard ging met intimidaties van groot- en detailhandelaars om dezen ertoe te brengen uitsluitend Franse producten in te kopen, het afdwingen van een minimumverkoopprijs voor de betrokken producten en het organiseren van controles om na te gaan, of de marktdeelnemers de gegeven instructies naleefden.

4 Zo waren van april tot juli 1993 met name Spaanse aardbeien het doelwit van die campagne. In augustus en september van dat jaar gebeurde hetzelfde met Belgische tomaten.

5 In 1994 waren winkelcentra het slachtoffer van dergelijke acties tegen Spaanse aardbeien, waarbij goederen en vervoermiddelen werden vernield; binnen een tijdspanne van twee weken deden zich op dezelfde plaats tweemaal gewelddadige incidenten voor zonder dat de aanwezige politie tussenbeide kwam om de vrachtwagens en hun lading doeltreffend te beschermen.

6 De Commissie vermeldt nog andere gevallen van vandalisme, die het vrije verkeer van Italiaanse en Deense landbouwproducten in Frankrijk hebben gehinderd.

13 Op 3 juni 1995 werden in het zuiden van Frankrijk drie vrachtauto's met groenten en fruit uit Spanje aangevallen zonder dat de politie ingreep. Begin juli 1995 vernietigden Franse landbouwers andermaal Italiaans en Spaans fruit.

14 Daarop heeft de Commissie het onderhavige beroep ingesteld.

41 Reeds op 8 mei 1985 zond de Commissie de Franse Republiek een eerste aanmaningsbrief, waarin zij haar uitnodigde de nodige preventieve en repressieve maatregelen te treffen om dergelijke acties te beëindigen.

## Procesgang
1 Bij verzoekschrift (...) heeft de Commissie (...) het Hof verzocht vast te stellen, dat de Franse Republiek, door niet alle noodzakelijke adequate maatregelen te nemen om te verhinderen dat acties van particulieren het vrije verkeer van landbouwproducten belemmeren, de verplichtingen niet is nagekomen die op haar rusten krachtens de gemeenschappelijke marktordeningen voor landbouwproducten en artikel 30 EG-Verdrag in samenhang met artikel 5 van het Verdrag.

17 Het onderscheppen van vervoermiddelen en het vernietigen van landbouwproducten uit andere Lid-Staten, alsook het klimaat van onveiligheid ten gevolge van de bedreigingen van diverse landbouworganisaties tegen distributeurs van groenten en fruit uit andere Lid-Staten, zoals in casu in Frankrijk geconstateerd, aldus de Commissie, vormen belemmeringen van het intracommunautaire handelsverkeer, die de Lid-Staten moeten voorkomen door het treffen van passende maatregelen, ook jegens particulieren die het vrije verkeer van goederen in gevaar brengen.

18 Het feit dat zich jaar na jaar ernstige incidenten zijn blijven voordoen, die de invoer in en de doorvoer door Frankrijk van groenten en fruit uit andere Lid-Staten belemmerden, toont volgens de Commissie aan, dat de preventieve en repressieve maatregelen die de Franse regering als verweer aanvoert, toereikend noch adequaat zijn om in de praktijk de daders ervan te weerhouden dergelijke delicten te plegen. Bovendien blijkt uit de feiten die de Commissie bekend zijn, dat de Franse autoriteiten steeds opnieuw hebben verzuimd in te grijpen om de gewelddaden van de Franse landbouwers doeltreffend te voorkomen en te bestraffen.

## Rechtsvraag
Kan de Franse overheid worden aangesproken op het gedrag van particulieren die binnen haar grondgebied aldus het vrije verkeer van landbouwproducten ernstig verstoren? (Ja.)

## Uitspraak Hof
Het vrije verkeer van goederen is een fundamenteel beginsel van het gemeenschapsrecht.
Artikel 30 EG-verdrag verbiedt kwantitatieve beperkingen en alle maatregelen van gelijke werking tussen de lidstaten.
Dit verbod omvat (dus) ook belemmeringen van het vrije goederenverkeer, waarvan de oorzaak buiten de sfeer van de overheid ligt.
Zo nodig dient een lidstaat handelend op te treden. Een lidstaat is verplicht alle noodzakelijke en passende maatregelen te treffen
om het vrije verkeer van goederen op zijn grondgebied te verzekeren.

24 (...) dat het vrije verkeer van goederen een van de fundamentele beginselen van het [EG-]Verdrag is.

27 Dit fundamentele beginsel is uitgewerkt in de artikelen 30 en volgende van het Verdrag.

28 Meer in het bijzonder verbiedt artikel 30 kwantitatieve invoerbeperkingen en alle maatregelen van gelijke werking tussen de Lid-Staten.

30 Als onmisbaar middel ter verwezenlijking van de markt zonder binnengrenzen verbiedt artikel 30 dus niet alleen overheidsmaatregelen die als zodanig het handelsverkeer tussen de Lid-Staten beperken, maar kan het ook van toepassing zijn wanneer een Lid-Staat niet de vereiste maatregelen heeft getroffen ter opheffing van belemmeringen van het vrije goederenverkeer, waarvan de oorzaak buiten de sfeer van de overheid ligt.

31 Immers, het feit dat een Lid-Staat niet optreedt of, in voorkomend geval, in gebreke blijft toereikende maatregelen vast te stellen om belemmeringen van het vrije goederenverkeer te voorkomen, die met name het gevolg zijn van acties van particulieren op zijn grondgebied tegen producten uit andere Lid-Staten, belemmert het intracommunautaire handelsverkeer evenzeer als een positieve handeling.

32 Artikel 30 verbiedt de Lid-Staten dus niet enkel, zelf te handelen of zich te gedragen op een wijze die het handelsverkeer kan belemmeren; in samenhang met artikel 5 van het Verdrag verplicht het hen ook, alle noodzakelijke en passende maatregelen te treffen om de eerbiediging van die fundamentele vrijheid op hun grondgebied te verzekeren.

33 In dit laatste geval beschikken de Lid-Staten, die bij uitsluiting bevoegd blijven ter zake van de handhaving van de openbare orde en de vrijwaring van de binnenlandse veiligheid, stellig over een beoordelingsmarge om uit te maken, welke maatregelen in een gegeven situatie het meest geschikt zijn om belemmeringen van de invoer van producten op te heffen.

De Franse overheid heeft gefaald in deze verplichting om toereikende en passende maatregelen te treffen.

52 (...) dat (...) de door de Franse regering in casu vastgestelde maatregelen ontoereikend waren om op haar grondgebied de vrijheid van het intracommunautaire handelsverkeer van landbouwproducten te verzekeren en de daders daadwerkelijk te beletten dergelijke delicten steeds weer te begaan.

65 (...) dat de Franse regering gedurende lange tijd duidelijk in gebreke is gebleven toereikende en passende maatregelen te treffen om een einde te maken aan het vandalisme waardoor het vrije verkeer van bepaalde landbouwproducten uit andere Lid-Staten op haar grondgebied werd belemmerd, en om te beletten dat zich opnieuw dergelijke acties zouden voordoen.

66 Derhalve moet worden vastgesteld, dat de Franse Republiek, door niet alle noodzakelijke adequate maatregelen te nemen om te verhinderen dat acties van particulieren het vrije verkeer van groenten en fruit belemmerden, de verplichtingen niet is nagekomen die op haar rusten krachtens artikel 30 EG-Verdrag in samenhang met artikel 5 van het Verdrag en krachtens de gemeenschappelijke marktordeningen voor landbouwproducten.

## Tot besluit
De tekst van het arrest spreekt voor zich. Eén rechterlijke overweging is opmerkelijk in zijn algemene strekking en geeft een goede samenvatting:

56 Tenzij zou vaststaan dat zijn optreden gevolgen voor de openbare orde zou hebben waaraan hij met de hem ter beschikking staande middelen niet het hoofd kan bieden, dient de betrokken Lid-Staat alle dienstige maatregelen te treffen om de draagwijdte en de doeltreffendheid van het gemeenschapsrecht te waarborgen, teneinde de correcte tenuitvoerlegging van dit recht in het belang van alle marktdeelnemers te verzekeren.